# دگرون

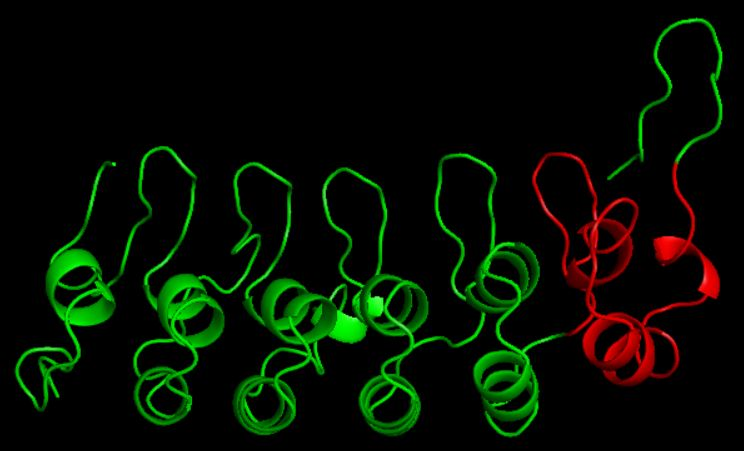
در اینجا با رنگ سبز نشان داده شده‌است IkBa، مهار کننده NF-kB و تنظیم کننده سیستم ایمنی. ناحیه قرمز یک دگرون مستقل از Ubiquitin را برجسته می‌کند

دگرون قسمتی از یک پروتئین است که در تنظیم نرخ تجزیه پروتئین نقش دارد. دگرون‌های مختلفی وجود دارند که شامل توالی‌های کوتاه اسید آمینه،الگوهای ساختاریو اسیدهای آمینه سطحی (معمولا لیزینیا آرژنین)هستند که در هر جایی از پروتئین می‌توانند قرار بگیرند. بعضی پروتئین‌ها حتی ممکن است چند دگرون داشته باشند.دگرون‌ها در ارگانیسم‌های متفاوت شناسایی شده‌اند، از جمله دگرون‌های نوع اِن (به قانون انتهای N مراجعه کنید) که در مخمر کشف شد تا توالی PEST در اورنیتین دکربوکسیلاز موش. دگرون‌ها هم در پروکاریوت‌هاو هم در یوکاریوت‌ها وجود دارند. با این حال، تمام دگرون‌ها در این نکته مشترک هستند که در تنظیم نرخ تجزیه پروتئین مؤثر هستند.روش‌های تجزیه پروتئین (به پروتئولیز نگاه کنید) بر اساس اینکه به یوبی‌کوئیتین وابسته هستند یا خیر، دسته‌بندی می‌شوند.یوبی‌کوئیتین یک پروتئین کوچک است که در تجزیه پروتئین توسط پروتئازوم نقش دارد. بر اساس این معیار، دگرون‌ها را می‌توان «وابسته به یوبی‌کوئیتین» یا «مستقل از یوبی‌کوئیتین» نامید.

## انواع
دگرون‌های وابسته به یوبی کوئیتین چون در فرایند پلی یوبی کوئیتیناسیون برای هدف قرار دادن پروتئین به پروتئازوم نقش دارند، اینگونه نامیده شده‌اند. در برخی موارد، خود دگرون به عنوان پلی یوبی کوئیتیناسیون عمل می‌کند، همان‌طور که در پروتئین‌های TAZ و β-کاتنین دیده می‌شود. از آنجایی که مکانیسم دقیقی که توسط آن دگرون در پلی‌یوبی‌کویتین‌سازی پروتئین درگیر می‌شود همیشه مشخص نیست، این دگرون‌ها به‌عنوان وابسته به یوبی‌کوئیتین طبقه‌بندی می‌شوند اگر حذف آن‌ها از پروتئین منجر به یوبی‌کوئیتیناسیون کمتر شود یا اگر افزودن آن‌ها به پروتئین دیگری منجر به یوبی‌کوئیتین‌سازی بیشتری شود تعیین کنندهٔ کلاسه و طبقه‌بندی آنهاست.
در مقابل، دگرون‌های مستقل از یوبی‌کوئیتین برای پلی یوبی‌کوئیتین‌سازی پروتئین‌شان ضروری نیستند. برای مثال، هنوز مشخص نیست دگرون موجود در IkBa، پروتئینی که در تنظیم سیستم ایمنی دخیل است، در یوبی کوئیتیناسیون هم دخیل است یا خیر، زیرا افزودن آن به پروتئین فلورسنت سبز باعث افزایش یوبی کوئیتیناسیون نمی‌شود. با این حال، یک دگرون تنها می‌تواند به مکانیسمی که توسط آن یک پروتئین تجزیه می‌شود اشاره کند و بنابراین شناسایی و طبقه‌بندی یک دگرون صرفاً اولین گام فهم در فرایند تجزیه پروتئین آن دگرون است.

## شناسایی

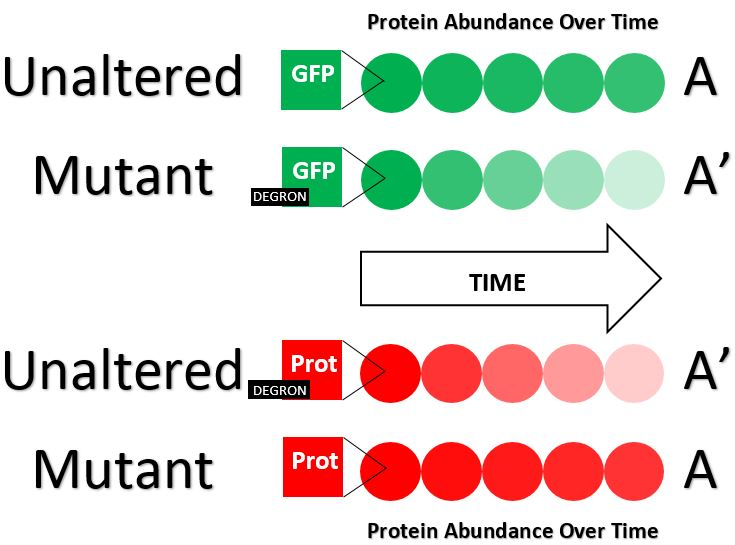
نموداری که نشان دهنده دو روش شناسایی دگرون است. در روش اول (سبز)، بدون تغییر پروتئین در طول زمان فراوان باقی می‌ماند در حالی که شکل جهش یافته حاوی کاندید دگرون به سرعت کاهش می‌یابد. در روش دوم (قرمز)، بدون تغییر پروتئین حاوی کاندید دگرون به سرعت در طول زمان کاهش می‌یابد در حالی که شکل جهش یافته از دگرون آن به وفور باقی می‌ماند.

برای شناسایی بخشی از پروتئین به عنوان دگرون، اغلب سه مرحله انجام می‌شود. ابتدا، کاندید دگرون با یک پروتئین پایدار، مانند پروتئین فلورسنت سبز ذوب می‌شود و فراوانی پروتئین در طول زمان بین پروتئین بدون تغییر و همجوشی مقایسه می‌شود (همان‌طور که در رنگ سبز نشان داده شده‌است). اگر کاندید در واقع یک دگرون باشد، آنگاه نرخ فراوانی پروتئین فیوژن بسیار سریعتر از پروتئین بدون تغییر کاهش می‌یابد. دوم، یک شکل جهش یافته از پروتئین دگرون طوری طراحی شده‌است که فاقد نامزد دگرون است. مانند قبل، فراوانی پروتئین جهش یافته در طول زمان با پروتئین بدون تغییر مقایسه می‌شود (همان‌طور که با رنگ قرمز نشان داده شده‌است). اگر کاندید دگرون حذف شده در واقع یک دگرون باشد، در این صورت نرخ فراوانی پروتئین جهش یافته بسیار کندتر از پروتئین بدون تغییر کاهش می‌یابد. دگرون‌ها اغلب به عنوان «وابسته به یوبیکوئیتین» یا «مستقل از یوبیکویتین» نامیده می‌شوند. مرحله سوم اغلب پس از یکی یا هر دو مرحله قبلی انجام می‌شود، زیرا برای شناسایی وابستگی یا عدم وابستگی به یوبیکویتین از قبل می‌باید دگرون را شناسایی کرد. در این مرحله پروتئین A و A' (از هر نظر یکسان به جز وجود دگرون در A') مورد بررسی قرار می‌گیرد. توجه داشته باشید که روش‌های جهش یا همجوشی را می‌توان در اینجا انجام داد، بنابراین یا A پروتئینی است مانند GFP و A' تلفیقی از GFP با دگرون (همان‌طور که در رنگ سبز نشان داده شده‌است) یا A' پروتئین دگرون است و A یک فرم جهش یافته بدون دگرون (همان‌طور که در قرمز نشان داده شده‌است) مقدار یوبیکوئیتین متصل به A و A' اندازه‌گیری می‌شود. افزایش قابل توجهی در مقدار یوبی‌کوئیتین در A' در مقایسه با A نشان می‌دهد که دگرون وابسته به یوبیکوئیتین است.